# Golden Star de Fort-de-France
Maillots
Actualités
Le Golden Star de Fort-de-France est un club omnisports martiniquais basé à Fort-de-France. Il a été fondé par un groupe d'élèves du Lycée Schoelcher à Fort de France.

## Histoire
Fondé en 1919, le Golden Star l'un des clubs les plus titrés de la Martinique avec seize titres en championnat.
Les principaux membres fondateurs sont : Georges Cadore, Fernand Caprice, Félix Monville, Ange Manioc, Marcel Dolais, Camille Cadore, Roland Michelin, Gabriel Suvelor, Édouard Pigeon, Georges Theodose, Serge Rouch, Jude Turiaf, Ange Turiaf, Hector Galion, Arnus Jean-Philippe, Edgar Boisson et Alphonse Caprice. 
En 1924, les adolescents  sollicitent leur entrée à l’Union des Sociétés Martiniquaises de Sports Athlétiques. Un hymne est composé. Ce sont Eda-Pierre Wilhem et le père Apanon pour les paroles et la musique. Il sera joué pour la première fois pour  musicale de Sainte Cécile à l’exposition Agricole de 1926.
À son apogée, le Golden Star comptait plusieurs disciplines comme le football, le basket ball et l'athlétisme mais aussi le tennis de table, le handball et dans les années 1970, le rugby. 
Le Golden Star est le premier club antillo-guyanais à avoir atteint les 32e de finale de la Coupe de France en 1974 après sa victoire contre l'US Melun 2 buts à 1, mais il s'est incliné face à l'OGC Nice par 8 buts à 0.

## Palmarès
- Championnat de la Martinique de football (16 titres)
  - Champion : 1927, 1928, 1929, 1936, 1937, 1939, 1948, 1952, 1953, 1954, 1956, 1958, 1959, 1962, 1976, 1986

- Coupe de la Martinique de football (5)
  - Vainqueur : 1953, 1957, 1958, 1963, 1970

- Coupe de France zone Martinique (3)
  - Vainqueur : 1974, 1975, 1997, 2015

- 1/2 Finaliste de la CONCACAF (1986) - 1ère équipe antillaise à atteindre ce stade

## Entraîneurs
- Fabrice Reuperné (2016-2019)
- Dominique Jean (2020-2022)
- Jean-Marc Grégoire (depuis 2022)